# وال د سنتیاگو
وال د سنتیاگو (به اسپانیایی: Valle de Santiago) از شهرهای کشور مکزیک است که در ایالت گوآناخوآتو قرار دارد و جمعیت آن طبق سرشماری سال ۲۰۱۰ میلادی ۱۲۳٬۸۵۵ نفر بوده است.